# Targhe d'immatricolazione dell'Islanda

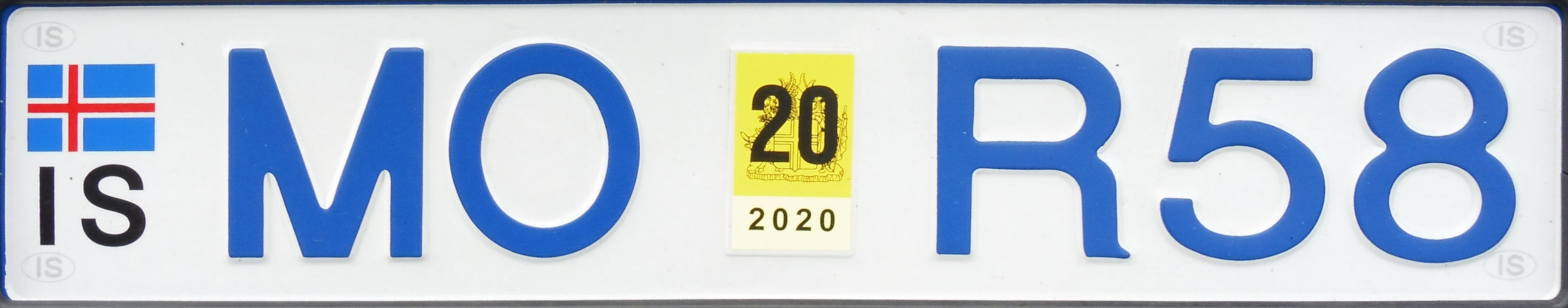
Formato standard in uso da giugno 2007

Le targhe d'immatricolazione dell'Islanda vengono utilizzate per identificare i veicoli immatricolati nell'isola della regione scandinava.

## Caratteristiche

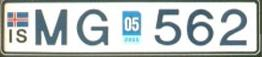
Esempio di formato emesso dal 1989 a fine maggio 2007

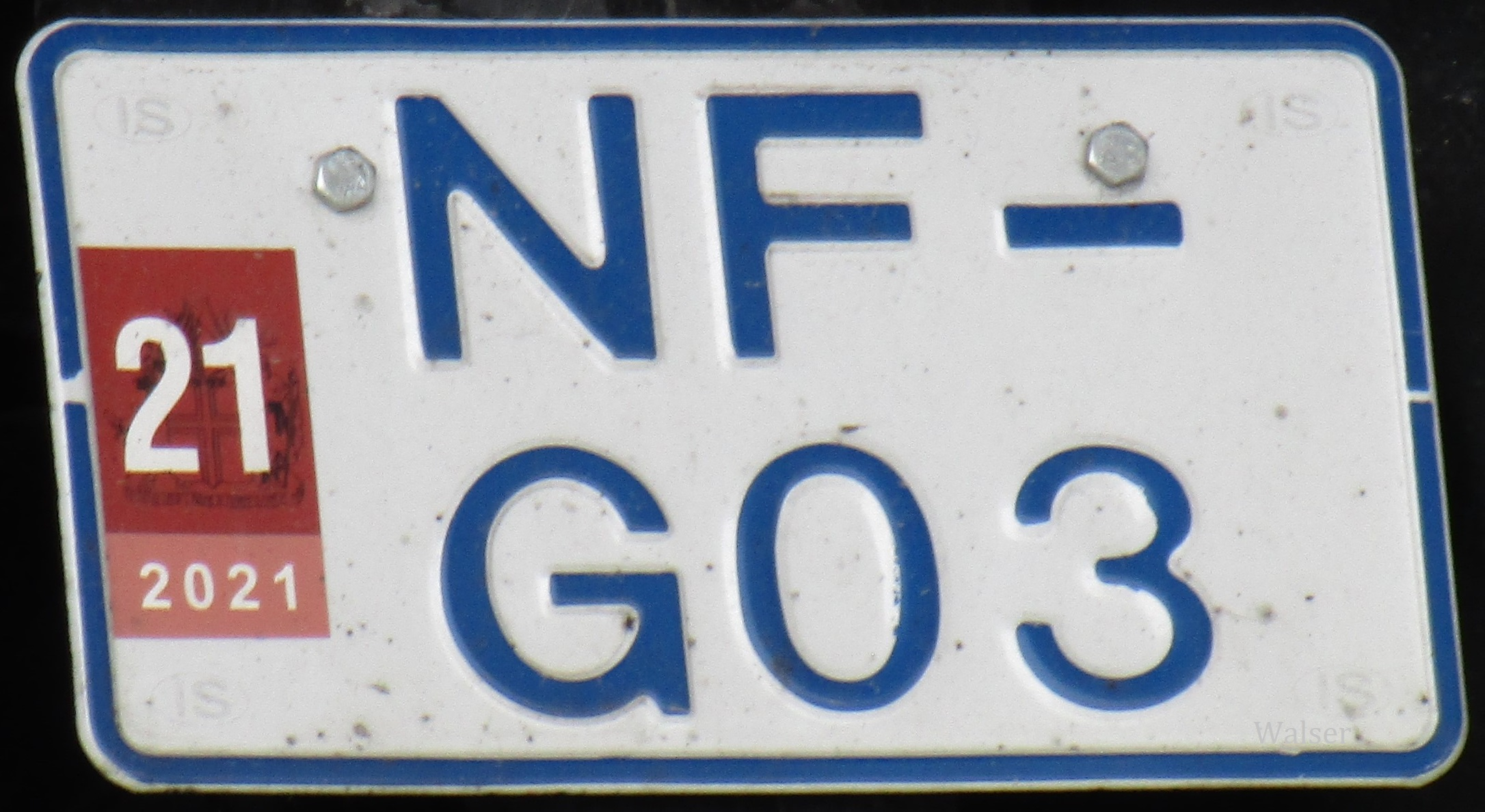
Targa di un motociclo

Le targhe standard per autoveicoli dal 1º gennaio 1989 sono composte da due lettere sequenziali (anche con segni diacritici) e tre caratteri alfanumerici di colore blu. Il font utilizzato è Helvetica Neue. 
Il formato su un'unica riga misura 520 × 110 mm, quello su doppia linea 280 × 200 mm, quello nordamericano 305 × 155 mm. 
Le dimensioni delle targhe delle macchine agricole e motoslitte, nonché dei motocicli e ciclomotori, sono di 240 × 130 mm. 
Tra lettere e cifre si trova un rettangolo adesivo indicante l'anno del controllo tecnico del veicolo, in alto espresso con le ultime due cifre e in basso scritto per esteso ma a caratteri ridotti. 
Dal 2004 sono visibili a sinistra la bandiera nazionale e la sigla internazionale IS di colore nero, che devono essere incollati anche sulle targhe emesse a partire dal 1989; prima del 2004 questo spazio era spesso occupato dallo sticker con lo stemma della contea. 
In seguito al continuo aumento di autoveicoli, da giugno 2007 è stata introdotta la combinazione del tipo LL L00 (L = lettera, 0 = cifra) al posto di quella del tipo LL 000. 

### Targhe personalizzate

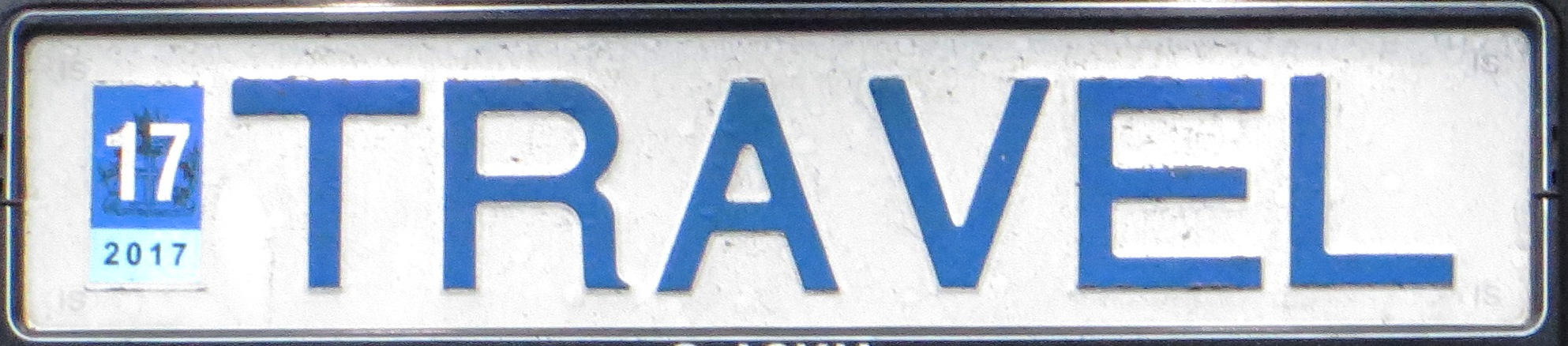
Targa personalizzata

Dal 1997 anche in Islanda è possibile avere targhe personalizzate, composte da lettere (anche di colore nero) con combinazioni a piacere che, ad esempio, riportano per intero il proprio nome, cognome o soprannome, purché non ripetano sequenze in uso o già utilizzate. Il limite massimo è di sei caratteri. L'adesivo con impresso l'anno del controllo tecnico del veicolo si trova a sinistra al posto della bandiera nazionale e delle lettere "IS", non presenti. Una commissione valuta se la combinazione può essere emessa o no, ci sono infatti delle restrizioni (es.: le sequenze KILLER o POLICE). Sono piuttosto rare perché il loro costo attuale ammonta a circa 450$ (55.000 ISK).

## Varianti del formato standard

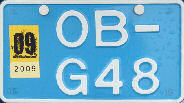
Grafica per ciclomotori o scooter

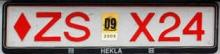
Esempio di targa prova

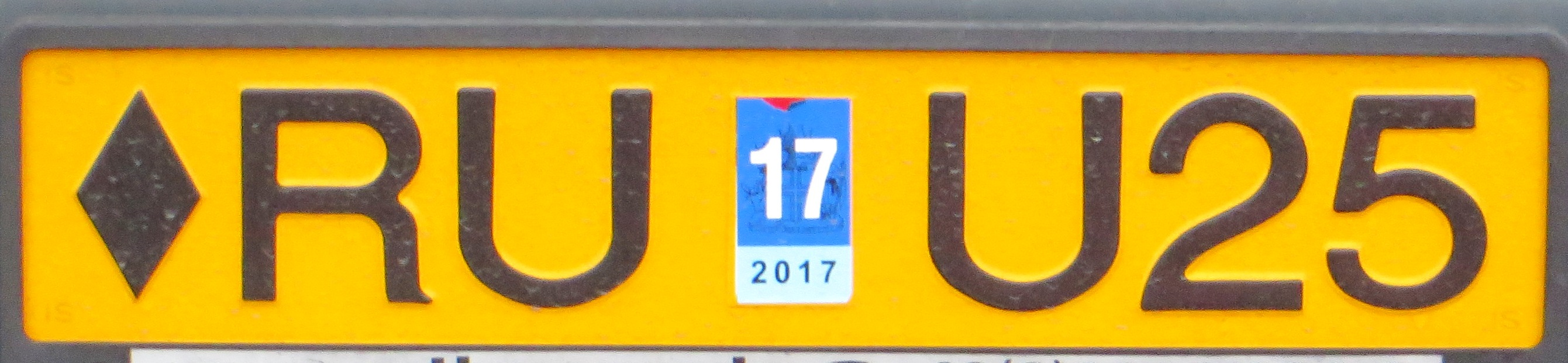
Placca di un veicolo commerciale con alimentazione a gasolio esentasse

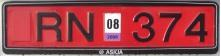
Targa provvisoria di transito

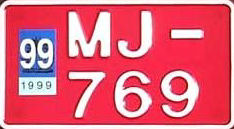
Formato per veicoli fuoristrada o motoslitte

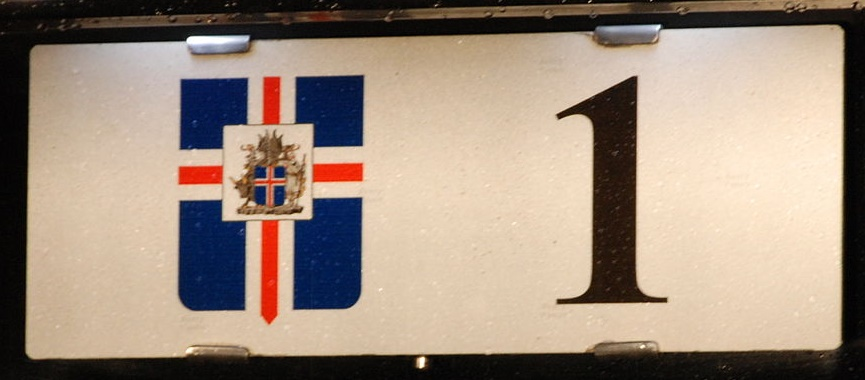
Targa di un'auto del Presidente della Repubblica

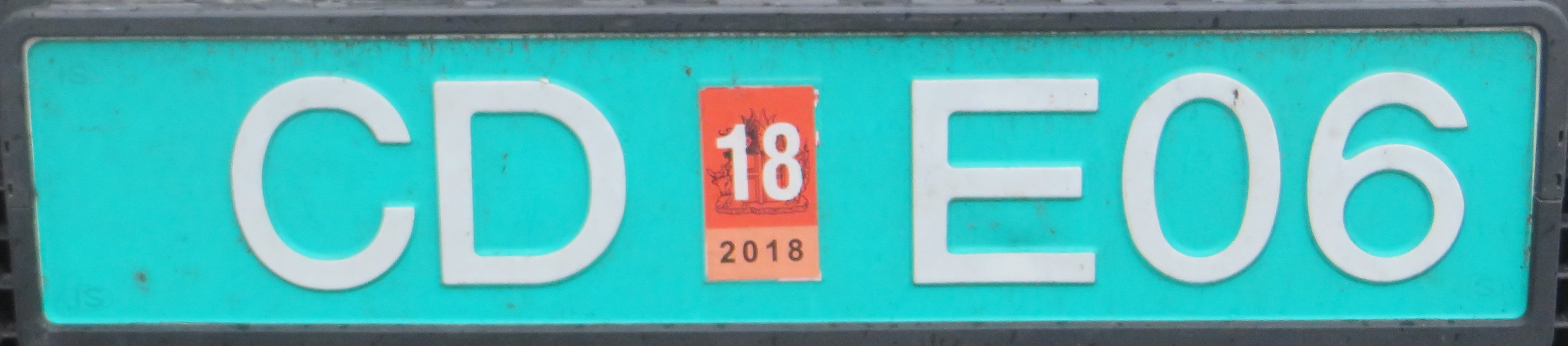
Targa diplomatica anteriore

Esistono numerosi tipi di targhe speciali in Islanda.  
- Le targhe dei ciclomotori e degli scooter sono azzurre e con caratteri bianchi: in alto si trovano due lettere e una lineetta, in basso un'altra lettera e un numero di due cifre oppure un numero di tre cifre.
- Le targhe prova usate dai proprietari di concessionarie, autorimesse o autofficine si distinguono per il bordo e i caratteri rossi e un rombo a sinistra dello stesso colore.
- Le targhe d'immatricolazione di colore giallo riflettente con lettere e cifre nere sono riservate ai veicoli commerciali con massa < 500 kg, macchine edili e automezzi adibiti a servizi di pubblica emergenza (ambulanze, vigili del fuoco), autorizzati ad alimentarsi a gasolio esentasse.
- Le targhe provvisorie apposte su veicoli importati o da esportare hanno caratteri neri su sfondo rosso e il codice RN.
- Le targhe delle motoslitte e dei fuoristrada sono riconoscibili per il bordo e i caratteri bianchi su fondo rosso; fino al 2001 in alcune contee e città (inclusa Reykjavík) erano bianche con scritte nere, una b di dimensioni ridotte era posizionata tra l'unica lettera e il numero seriale di tre cifre.
- Sia i macchinari pesanti che i veicoli di massa eccezionale e con permesso speciale si distinguono per il bordo e i caratteri di colore verde; i primi recano un rombo a sinistra dello stesso colore, i secondi ne sono sprovvisti.
- I veicoli storici sono autorizzati a portare le vecchie versioni delle targhe islandesi (vd. sotto), con serie alfanumerica composta da una lettera e un massimo di cinque cifre.
- Le targhe da esportazione sono nere con un numero progressivo bianco di quattro cifre; recano due bande rosse verticali ai lati che riportano due cifre nere corrispondenti al mese (a sinistra, es.: 04 = aprile) e all'anno (a destra, es.: 18 = 2018) dell'immatricolazione.
- Dal 2019 per i soli taxi di Reykjavík vengono emesse targhe i cui caratteri sono blu come in quelle ordinarie, con la lettera fissa R anteposta a un numero di quattro cifre[2].
- Alla fine del 2021 per i motocicli leggeri con cilindrata <50 cm³ sono state introdotte targhe che misuravano 170 × 130 mm, i caratteri erano bianchi su fondo arancione. Dalla metà del 2022 questi mezzi non necessitano più di targhe d'immatricolazione.
- L'automobile ufficiale del Presidente della Repubblica è composta dalla cifra 1 preceduta dalla bandiera islandese sormontata al centro dall'emblema nazionale. La vettura del Primo Ministro si diversifica soltanto per la cifra, che è 2.
- Le targhe diplomatiche hanno caratteri bianco-argento su fondo verde riflettente[3]: il codice CD è seguito da una lettera indicante il Paese della rappresentanza (vd. sotto), che precede un numero di due cifre.

### Lettere usate nelle targhe diplomatiche e Paesi corrispondenti
A  Stati Uniti

B  Regno Unito

C  Danimarca

D  Finlandia

E  Francia

F  India

G  Cina

H  Norvegia

I  Polonia

J  Russia

K  Svezia

L  Rep. Ceca

M  Canada

N  Germania

O  FMI

P  Giappone

R  Unione europea

### Forze armate USA

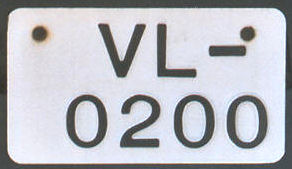
Targa posteriore di un mezzo dell'Iceland Defense Force circolante nella base di Keflavík con design utilizzato dal 1996 a settembre 2006

Dal 1º gennaio 1989 il formato per i mezzi dell'Iceland Defense Force nella base aeronavale di Keflavík era simile a quello delle targhe ordinarie islandesi, tranne che per i colori: i caratteri erano infatti neri (nonostante nei primi mesi di emissione siano stati azzurri) su fondo giallo. Le due lettere, che sormontavano tre cifre o anteposte a queste, erano generate in ordine sequenziale, sebbene la combinazione "JO" (quasi uguale alla "J0" del sistema precedente, vd. sotto) fosse molto frequente. I bollini di controllo erano incollati nell'apposito spazio.
A partire dal 1996 il formato venne modificato adottando gli stessi colori delle targhe standard, cioè i caratteri blu su fondo bianco. Al posto dell'etichetta rettangolare con lo stemma della contea, a sinistra era incollato un adesivo bianco a forma di rombo nel cui interno era raffigurato un modello di nave vichinga di colore nero. 
I veicoli che circolavano esclusivamente nella base di Keflavík avevano targhe bianche con caratteri neri; le lettere fisse VL, che stavano per Varnarlið (in islandese "Forze di difesa"), precedevano un trattino (non sempre presente) e la numerazione a quattro cifre.
L'emissione e la circolazione di queste targhe cessarono nel settembre del 2006, quando le Forze armate USA si ritirarono dal Paese.

## Sistema terminato nel 1989

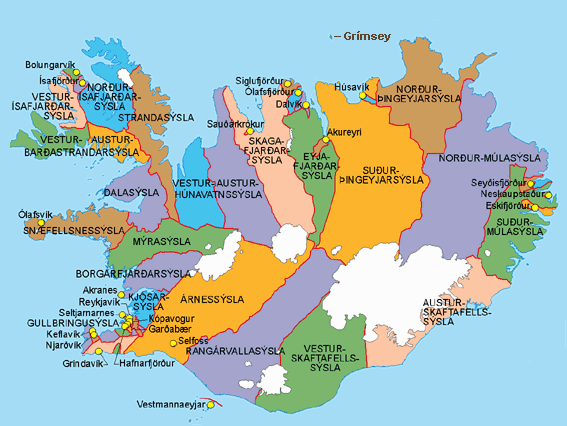
Carta con la suddivisione dell'Islanda in contee

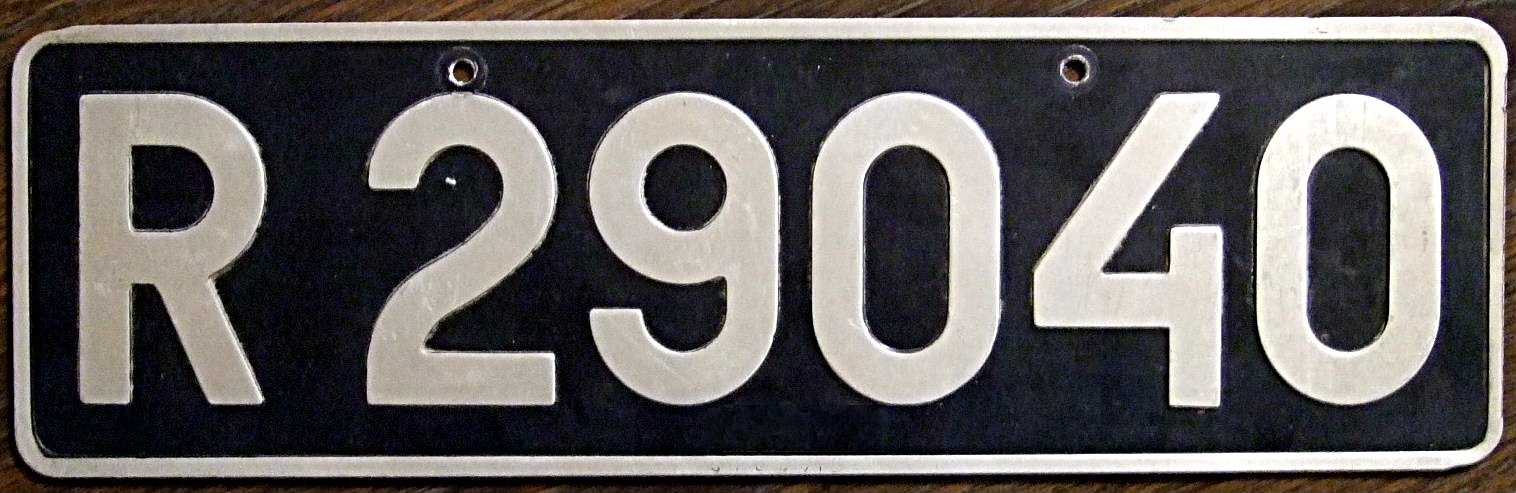
Esempio di formato per veicoli immatricolati a Reykjavík emesso dal 1937 al 31/12/1988

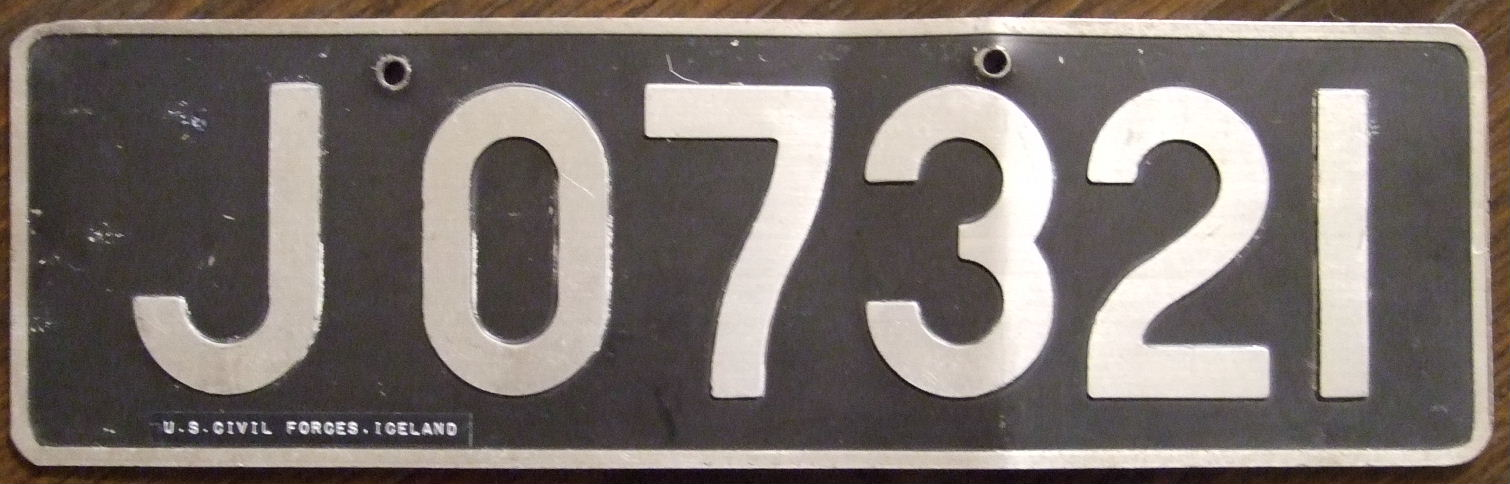
Targa di un veicolo civile del personale statunitense dell'Iceland Defense Force

Le targhe emesse dal 1937 fino al 31 dicembre 1988 avevano caratteri di colore grigio argento su fondo nero e misuravano 376 × 130 mm. La provenienza era indicata da una lettera, seguita da un numero le cui cifre generalmente variavano da tre a cinque. 
Le sole macchine agricole presentavano caratteri rossi su fondo bianco e una d (che in islandese stava per dráttarvél, cioè "trattore") di dimensioni ridotte anteposta alla numerazione progressiva di tre o quattro cifre.
Il numero era composto unicamente da due cifre nei rimorchi, che si contraddistinguevano per una T di dimensioni ridotte dopo la lettera identificativa della contea o comune. 
Il seguente elenco riporta i codici usati e il rispettivo significato:
- A - Eyjafjarðarsýsla (Akureyri)
- B - Barðastrandasýsla (Vatneyri, Patreksfjörður)
- D - Dalasýsla (Buðardalur)
- E - Akranes (Almannagjá)
- F - Siglufjörður[7]
- G - Gullbringusýsla e Kjósarsýsla (Hafnarfjarður)
- H - Húnavatnssýsla (Blönduós)
- ĺ - Ísafjarðarsýsla (Ísafjörður)
- J 0 - Veicolo civile del personale statunitense dell'Iceland Defense Force nella base aeronavale di Keflavík
- J 1 – J 9 - Veicolo civile del personale islandese dell'Iceland Defense Force nella base aeronavale di Keflavík
- K - Skagafjarðarsýsla (Sauðárkrókur)
- L - Rangárvallasýsla (Hella)
- M - Mýrasýsla e Borgarfjarðarsýsla (Borgarnes)
- N - Neskaupstaður[8]
- Ó - Ólafsfjörður[7]
- P - Snæfellssýsla e Hnappadalssýsla (Helgafellssveit)
- R - Reykjavík
- S - Norður-Múlasýsla (Seyðisfjörður)
- T - Strandasýsla (Holmavík)
- U - Suður-Múlasýsla (Eskifjörður)
- V - Isole Vestmann (Vestmannaeyjar)
- VL, VLE[9] - Veicolo militare dell'US Army, Navy o Air Force dell'Iceland Defense Force (Varnarlið) nella base aeronavale di Keflavík
- X - Árnessýsla (Selfoss)
- Y - Kópavogur
- Z - Skaftafellssýsla (Vík í Mýrdal)
- þ - þingeyjarsýsla (Húsavík)
- Ø - Keflavík